# 埃米·廷克勒
埃米·廷克勒（英語：Amy Tinkler，1999年10月27日—），英国女子竞技体操运动员，2015年世界竞技体操锦标赛女子团体全能铜牌得主、2016年夏季奥林匹克运动会女子自由体操铜牌得主。她于2020年1月宣布退役。